# Puerto Rico en los Juegos Paralímpicos de Sídney 2000
Puerto Rico estuvo representado en los Juegos Paralímpicos de Sídney 2000 por tres deportistas, dos mujeres y un hombre.

## Medallistas
El equipo paralímpico puertorriqueño obtuvo las siguientes medallas:
| Nombre         | Deporte   | Evento             |
| -------------- | --------- | ------------------ |
| Oro            |           |                    |
| —              |           |                    |
| Plata          |           |                    |
| —              |           |                    |
| Bronce         |           |                    |
| Alexis Pizarro | Atletismo | Peso F57 masculino |